# Malbim
Meïr Leibush ben Jehiel Michel Weiser (in russo Меир-Лейбуш бен Йехиэль-Михаэль?, Meir Lejbuš ben Jechiėl'-Michaėl'), meglio conosciuto con l'acronimo Malbim (in ebraico מלבי"ם‎?) (Voločys'k, 7 marzo 1809 – Kiev, 18 settembre 1879) è stato un rabbino e commentatore biblico ucraino.

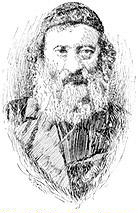
Malbim

Il nome Malbim deriva dalle iniziali del suo nome in ebraico e divenne il nome con cui è chiamato normalmente.

## Biografia
Malbim nacque a Voločys'k, in Volinia, dove fu istruito sull'ebraico e sul Talmud da suo padre e, dopo essere rimasto orfano da bambino, dal suo patrigno, Rabbi Leib di Voločys'k.
All'età di 13 anni andò a studiare a Varsavia dove era conosciuto come l'"illui di Volinia". Mostrò talento sin dalla sua prima infanzia, e le sue opere indicano che aveva una notevole conoscenza delle scienze profane e della storia. Dal 1838 al 1845 ha ricoperto la carica di rabbino a Wreschen, e in quest'ultimo anno è stato chiamato al rabbinato di Kempen, dove rimase fino al 1859, era anche conosciuto come der Kempener Magid.
Nel 1859, Malbim divenne rabbino capo di Bucarest, in Romania. Là non si trovò d'accordo con l'agiata e colta classe ebraica, alcuni dei quali guidati dal famoso Dr. Iuliu Barasch, volevano introdurre cambiamenti nella vita della comunità ebraica locale nello spirito della moderna vita europea, cambiamenti che erano molto differenti dalle credenze e dalle pratiche della tradizione rabbinica.
Il Malbim difendeva lo stile tradizionale del giudaismo ortodosso, che richiede una rigorosa osservanza del diritto e della tradizione ebraica, e respinse quasi tutte le modifiche del Siddur, alla rinuncia della barba e ad altre variazioni dell'aspetto esteriore.
Il Malbim era un oppositore alla costruzione del Tempio corale di Bucarest, con coro e organo, un'imitazione del Leopoldstädter Tempel, e che sarebbe presto diventato, nel 1864, la principale sinagoga neo-ortodossa di Romania. Egli ha anche condannato la fondazione delle prime due scuole elementari secolari rivolte ai bambini ebrei di Bucarest, progetti incoraggiati durante tale periodo dai funzionari rumeni, che hanno accettato per un po' l'integrazione degli ebrei nella vita rumena.
Con le loro frequenti lamentele così come gli intrighi e le false accuse, i suoi avversari riuscirono quasi a mandarlo in prigione. Si salvo grazie all'intervento di Sir Moses Montefiore con la condizione di lasciare la Romania.
Malbim si recò a Costantinopoli e si lamentò con il governo turco, ma senza ottenere alcun risultato. Dopo aver soggiornato sei mesi a Parigi, andò a Łęczyca, nella Polonia russa, e successe al suo defunto suocero, Hayyim Auerbach (1866). Poco dopo divenne rabbino a Cherson, e da fu chiamato al rabbinato di Mogilev, sul Dnepr (1870). Anche lì, la sua mancanza di sottomissione provocato il risentimento degli ebrei più ricchi, i quali lo denunciarono come criminale politico, ed il governatore della Mogilev gli ordinò di lasciare la città.
Trasferitosi a Königsberg divenne rabbino capo della comunità polacca, ma lì non andò meglio che a Bucarest e Mogilev, era continuamente molestato dagli ebrei tedeschi. Quando Malbim passò per Vilna, nel 1879, la comunità lo avrebbe nominato rabbino al posto di Isacco Elia Landau, ma il governatore di Vilna si oppose alla sua elezione per il fatto che non poteva approvare la nomina di un rabbino che era stato espulso da Mogilev come criminale politico. In seguito rifiutò la nomina a rabbino capo della città di New York. Nel settembre dello stesso anno Malbim durante il trasferimento a Kremenchuk, città della quale città era stato nominato rabbino, cadde malato e morì a Kiev.

## Opere
- "Artzoth haChayim", commentario e novelle sullo Shulchan Aruch (sezione Orah Hayim, Breslau, 1837);
- "Artzoth haShalom", collezione di sermoni (Krotoschin, 1839);
- "HaTorah vehaMitzva", commentario analitico ed innovitativo sul Pentateuco e sul midrash halakha (Warsaw, 1874–80), comprensivo di guida linguistica Ayelet ha-Shachar sulla differenza tra termini ebraici simili;[3]
- "Mikra'ei Kodesh", commentario sui Profeti e sugli Agiografi (1874);
- "Mashal uMelitza", filippica drammatica, in versi, contro l'ipocrisia (Parigi, 1867).